# Robert M. Hensel
Robert Michael Hensel (8 de mayo de 1969) es un activista estadounidende de discapacidades.

## Biografía
Nació con un defecto de nacimiento conocido como espina bífida. También es poseedor de un récord mundial Guinness por el caballito más largo sin escalas en silla de ruedas que cubre una distancia total de 6.178 millas. Como parte de establecer su récord, recaudó dinero para rampas para sillas de ruedas en Oswego (Nueva York), su ciudad natal.
En 2000 al darse cuenta de la necesidad de centrarse más en las habilidades de uno mismo y menos en sus discapacidades, Hensel buscó tener una semana designada para sacar a la luz los muchos talentos y logros que están haciendo las personas con discapacidades. Debido a sus esfuerzos, el condado de Oswego aprobó una moción ese año reconociendo del 1 al 7 de octubre como la semana más allá de las limitaciones.

## Premios y honores
- Certificado de elogio de la Cámara Ejecutiva del estado de Nueva York.
- Poseedor del récord mundial Guinness.
- Portavoz de Athletes for Hope.